# Холислот
Холислот (на нидерландски: Holysloot) е село в селската част на Амстердамския район Норд в Холандия. Селото е със защитен външен вид. Между 1818 и 1921 г. селото е част от община Рансдорп и впоследствие заедно с нея се присъединява към община Амстердам.
Разположението на селото е донякъде изплирано. На север селото граничи с Холислотер Ди, където през лятото пътува ферибот за велосипедисти и пешеходци. За автомобили селото е достъпно по един-единствен път.
Църквата на Холислот все още работи към общината Рансдорп/Холислот на Протестантската църква в Холандия (ПКН).
Умето Холислот означава нещо като ниско разположена земя до вада – описание, което е типично за почти цялата Ватерланд. Първото известно споменаване на Холислот е от 13 век, когато граф Флорис V Холандски дава няколко привилегии на Рансдорп и Холислот.